# Ignacio Iramain Chilavert
Ignacio Iramain Chilavert es un médico y político paraguayo. Desde el 15 de febrero de 2024 se desempeña como senador, en reemplazo de Kattya González tras su destitución.

## Biografía
Iramain cursó sus estudios de medicina en la Universidad de la República en Montevideo, especializándose en pediatría.
Ejerció su profesión en el ámbito privado, especialmente en el Instituto Privado del Niño (IPN) de Asunción. Fue presidente del Círculo Paraguayo de Médicos.

## Trayectoria política
Ignacio Iramain proviene de un entorno familiar históricamente vinculado al Partido Revolucionario Febrerista (PRF), siendo hijo del también llamado Ignacio Iramain. Se menciona que su inclinación hacia la actividad política se remonta a los años del régimen dictatorial de Alfredo Stroessner —contexto en el que se le identifica como un opositor firme—, aunque el propio Iramain ha declarado públicamente no poseer antecedentes directos en la militancia partidaria tradicional, enfatizando en su lugar una trayectoria consolidada en organizaciones gremiales y entidades profesionales del sector médico.
Su incorporación formal a la política partidaria se dio a través del Partido Encuentro Nacional (PEN), agrupación con la cual accedió a un escaño legislativo. En marzo de 2024, manifestó públicamente su desacuerdo con lo que describió como una carencia de mecanismos internos de fiscalización y una presunta subordinación estructural del partido a sectores vinculados al oficialismo. Estas declaraciones derivaron en especulaciones respecto a una eventual desvinculación de la agrupación. En 2025, el periódico ABC Color lo identifica como un actor político independiente, mientras que el Sistema de Información Legislativa Paraguay (SILpy) continúa registrándolo como líder de la bancada del PEN.

## Senador (2024-presente)

### Asunción y primeras declaraciones
Asumió como senador en febrero de 2024, tras la destitución de Kattya González. Durante su juramento, manifestó su desacuerdo con el proceso que derivó en la salida de González, calificándolo como «grosero» y basado en «argumentos patológicamente inventados». Desde su banca, ha denunciado un progresivo deterioro de las instituciones democráticas, advirtiendo sobre un «golpe cívico» impulsado por sectores que buscan acallar las voces disidentes.

En sus primeras intervenciones públicas tras su asunción, Iramain instó a los sectores de la oposición política a trabajar en conjunto, dejando de lado los egos individuales, advirtiendo: «Individualmente, no llegamos a nada». Manifestó su preocupación por el deterioro del Congreso Nacional de Paraguay, que, a su juicio, se está convirtiendo en un «cementerio de la libertad». Comparó el escenario político actual con un retroceso a tiempos de dictadura en Paraguay, y llamó a la resistencia democrática: 
«Hay que ponerse en sintonía para poder resistir un futuro muy incierto que me recuerda el retroceso a la dictadura».
Durante su primera intervención en la sesión ordinaria de marzo de 2024, Iramain reiteró su rechazo a la pérdida de investidura de González, calificando a sus impulsores como «autoritarios, sumisos, vendidos y traidores de la voluntad popular». Sostuvo que su presencia en el Senado es consecuencia de una «bofetada y desprecio a los votantes», y prometió ser la voz de la exsenadora «en cada potencia», pese a las adversidades.
En su gestión parlamentaria, ha reafirmado su compromiso con la defensa de los principios democráticos y la mejora del sistema de salud en Paraguay.

### Actividad legislativa

#### Proyectos de ley
Durante su carrera parlamentaria, Iramain impulsó varios proyectos de ley en calidad de coautor. Entre ellos, el proyecto que declara de interés social y expropia a favor del Estado paraguayo, mediante el Instituto Nacional de Desarrollo Rural y de la Tierra (Indert), un inmueble en el distrito de Abaí, Departamento de Caazapá, para fines de la reforma agraria, presentado el 11 de diciembre de 2024.
Asimismo, presentó el proyecto que modifica el artículo 17 de la Ley n.º 6534/20 sobre la protección de datos personales crediticios, ingresado el 20 de noviembre de 2024. También promovió la creación del Instituto Superior Científico de Enseñanza Superior Aplicada (ISCESA), con fecha de presentación el 13 de noviembre de 2024.
Iramain impulsó otro proyecto para eliminar los seguros médicos privados para funcionarios públicos, ingresado el 6 de noviembre de 2024. Además, presentó un proyecto para la prevención del abuso infantil, ingresado el 24 de octubre de 2024.

#### Postura y críticas
Ha cuestionado públicamente la selectividad en la aplicación de sanciones políticas dentro del movimiento Honor Colorado, advirtiendo sobre el uso discrecional de la disciplina interna en función de intereses particulares. Señaló la necesidad de coherencia ética en el tratamiento de conductas indebidas y expresó su preocupación por el riesgo de utilizar cuestiones de índole privada como herramienta política.
En abril de 2024, Iramain criticó la creación de nuevas comisiones en el Senado, señalando que favorecen a los «amigos del poder» y aumentan la ineficiencia administrativa. Denunció la construcción de una oficina para la Comisión de Turismo, que implicó el cierre de un pasillo en la sede legislativa.
El 24 de diciembre de 2024, manifestó su rechazo a la propuesta de incorporar adolescentes al servicio militar con autorización de sus padres. Argumentó que, debido a los casos de corrupción y enriquecimiento ilícito en las Fuerzas Armadas, resulta difícil cultivar valores dentro del ejército. Señaló que la academia militar ha sido históricamente un escenario de maltratos, torturas y humillaciones, por lo que el servicio militar debería ser optativo y no obligatorio.
En enero de 2025, analizó el escenario político tras la asunción de Donald Trump como presidente de Estados Unidos. Sostuvo que no habría cambios significativos en las relaciones bilaterales, y criticó el optimismo del oficialismo paraguayo afirmando: «Trump nos va a hacer sentir como el patio trasero de su imperio». Advirtió que las expectativas de la «casta política hegemónica» del Partido Colorado podrían verse frustradas, instándolos a observar el nuevo contexto con «cierto pesimismo».